# Rapça
Rapça (serb. Рапча, Rapča) – wieś w Kosowie, w regionie Prizren, w gminie Dragaš. W 2011 roku liczyła 853 mieszkańców. 